# Pickensville, Alabama
Pickensville là một thị trấn thuộc quận Pickens, tiểu bang Alabama, Hoa Kỳ. Dân số năm 2009 là 624 người, mật độ đạt 31 người/km².